# Lohärads församling
Lohärads församling är en församling i Roslagens östra pastorat i Upplands södra kontrakt i Uppsala stift. Församlingen ligger i Norrtälje kommun i Stockholms län.

## Administrativ historik
Församlingen har medeltida ursprung.
Församlingen utgjorde under medeltiden ett eget pastorat för att åtminstone från 1500-talet till 1962 vara moderförsamling i pastoratet Lohärad och Malsta. Från 1962 till 2008 var församlingen annexförsamling i pastoratet Söderby-Karl, Estuna och Lohärad som till 1974 även omfattade Malsta församling och från 1974 Edsbro församling. Från 2008 annexförsamling i pastoratet Estuna och Söderby Karl, Lohärad och Edsbro, där Edsbro från 2010 ersattes av Edsbro-Ununge församling i Söderbykarls pastorat.  Från 2018 ingår församlingen i Roslagens östra pastorat.

## Kyrkor
- Lohärads kyrka